# Cloruro de cobalto(III)
El cloruro de cobalto(III) o cloruro cobáltico es un compuesto inestable y difícil de obtener de cobalto y cloro con la fórmula CoCl
3. En este compuesto, los átomos de cobalto tienen una carga formal de +3.
Se ha informado de la existencia del compuesto en fase gaseosa a altas temperaturas, en equilibrio con cloruro de cobalto(II) y cloro gaseoso. También se ha descubierto que es estable a temperaturas muy bajas, dispersado en una matriz de argón congelado.
Algunos artículos de las décadas de 1920 y 1930 afirman la síntesis de grandes cantidades de este compuesto en forma pura; sin embargo, esos resultados no parecen haber sido reproducidos o se han atribuido a otras sustancias como el anión hexaclorocobaltato(III) CoCl3−
6. Esos informes anteriores afirman que da soluciones verdes en disolventes anhidros como el etanol y el éter dietílico, y que solo es estable a temperaturas muy bajas (por debajo de -60 °C). 

## Estructura y propiedades
El espectro infrarrojo del compuesto en argón congelado indica que la molécula aislada de CoCl
3 es plana y presenta simetría D3h.
En 1956, Nelsoon y Sharpe publicaron un estudio científico sobre la estabilidad de este y otros trihaluros metálicos a 50 °C.
Las propiedades aerodinámicas de la fase gaseosa han sido determinadas por el Termocentro Glushko de la Academia de Ciencias de Rusia.

## Preparación
El tricloruro de cobalto fue detectado en fase gaseosa por Schäfer y Krehl en 1952, cuando el cloruro de cobalto(II) era CoCl
2 en una atmósfera de cloro Cl2. El tricloruro se forma mediante un equilibrio químico.
2 CoCl
2 + Cl
2 ↔ 2 CoCl
3
A 918 K (por debajo del punto de fusión del CoCl
2, 999 K), el tricloruro fue la especie de cobalto predominante en el vapor, con una presión parcial de 0,72 mm Hg frente a 0,62 para el dicloruro. Sin embargo, el equilibrio se desplaza hacia la izquierda a temperaturas más altas. A 1073 K, las presiones parciales fueron 7,3 y 31,3 mm Hg, respectivamente.   
El tricloruro de cobalto, en cantidades suficientes para estudiarlo espectroscópicamente, fue obtenido por Green y otros en 1983, pulverizando electrodos de cobalto con átomos de cloro y atrapando las moléculas resultantes en argón congelado a 14 K. 
Un informe de 1969 afirma que el tratamiento del hidróxido de cobalto(III) sólido CoOOH · H
2O con éter anhidro saturado con HCl a -20 °C produce una solución verde (estable a -78 °C) con el espectro característico de CoCl
3. 
En un informe de 1932, se afirmó que el compuesto surgía de la electrólisis del cloruro de cobalto(II) en etanol anhidro.

## Compuestos relacionados
El anión hexaclorocobaltato(III) CoCl₃-.
6 se ha identificado en preparaciones de sales de cobalto(III) y ácido clorhídrico (HCl) en ácido acético glacial. 
En soluciones de sales de cobalto(III) con iones cloruro, están presentes los complejos aniónicos (H
2O)
5Co(Cl)2+
 y (H
2O)
4(OH)Co(Cl)+

Los tricloruros de cobalto(III) complejados con diversos ligandos, como aminas orgánicas, pueden ser bastante estables. En particular, el cloruro de hexamminocobalto(III) Co(NH
3)
6Cl
3 es el complejo de Werner arquetípico y tiene usos en la investigación biológica . Otro ejemplo clásico es el cloruro de tris(etilendiamina)cobalto(III) Co(H
2N–C
2H
4–NH
2)
3Cl
3 .